# Involvulus hirtus
Espèce
Involvulus hirtus est une espèce d'insectes coléoptères appartenant à la famille des Attelabidae.